# Dorfkirche Gnetsch

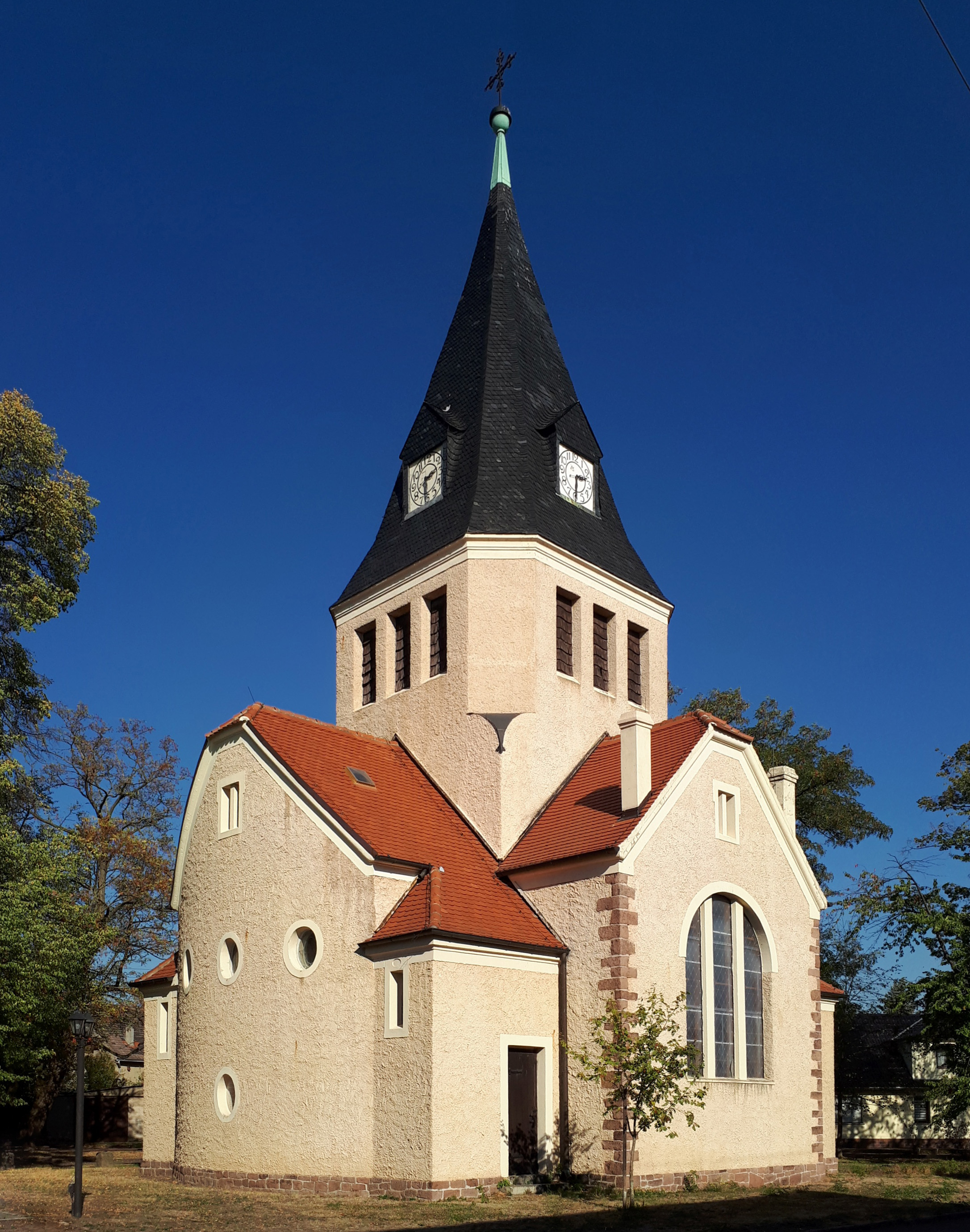
Ansicht von Südosten

Die Dorfkirche Gnetsch in der Stadt Südliches Anhalt im Landkreis Anhalt-Bitterfeld in Sachsen-Anhalt steht unter Denkmalschutz und ist im Denkmalverzeichnis mit der Erfassungsnummer 094 10055 als Baudenkmal eingetragen. Es ist der dritte Kirchbau in Gnetsch. Das Gotteshaus gehört zum Regionalpfarramt Görzig und Weißandt-Gölzau im Kirchenkreis Köthen der Evangelischen Landeskirche Anhalts.

## Lage und Geschichte
Eine erstmals im Jahr 1275 in Gnetsch erwähnte Kirche gehörte zum Erzbistum Magdeburg. Das Patronat ging in diesem Jahr an das Kollegiatstift Coswig, zudem stiftete Burggraf Otto von Wettin 1275 der Marienkirche in Coswig eine Kurie zu Gnetsch. Pfarrer lassen sich bereits Anfang des 13. Jahrhunderts nachweisen. Das romanische Gotteshaus erhielt im Jahr 1519 einen neuen Chor und besaß einen Fachwerkturm. Die einstige Pfarrkirche sank später zur Filialkirche von Groß-Weißandt herab. Kirchenbücher sind ab dem Jahr 1673 erhalten, Kirchenrechnung ab 1717. Eine Pfarrchronik gab es seit 1895. Die Kirche auf dem Friedhof hinter der Schule wurde im Jahr 1820 wegen Baufälligkeit geschlossen.
Der mit Schloss-Projekten in Köthen beschäftigte Baukondukteur Gottfried Bandhauer wurde mit dem Neubau beauftragt und schuf einen klassizistischen Zentralbau, der als Vorgänger der katholischen Kirche in Köthen gilt, da bereits hier ein Zentralbau mit Dachturm realisiert wurde. Diese zweite Kirche entstand auf Wunsch des Herzogs Ferdinand im Jahr 1821 in Sichtweite der Straße von Köthen nach Radegast und wurde auf einem Eichenrost erbaut. Der Grundstein wurde am 26. März 1821 gelegt, die Weihe erfolgte bereits am 2. Dezember 1821. Da mit einem ehemaligen Teichareal ein unpassender Baugrund gewählt wurde, senkten sich die Fundamente. Die Kirche musste im Jahr 1852 saniert und am 24. Mai 1908 ebenfalls geschlossen werden. Man beschloss den Neubau der Kirche und ließ die alte Kirche am 25. August 1908 durch eine Abteilung Pioniere aus Magdeburg sprengen.
Im Frühjahr 1909 billigte der Landtag die Förderung des Neubaus durch die Übernahme von zwei Dritteln der Baukosten. Als Architekt wurde Friedrich Gothe gewählt, der einen Entwurf geliefert hatte, der in Anlehnung an Bandhauers Kirche ebenfalls einen Zentralbau mit Zentralturm vorsah. Um diesen Turm sind wie beim Vorgänger Seitenbauten angeordnet. Die Grundsteinlegung für diese dritte, heute noch bestehende Kirche, erfolgte am 15. August 1909. Am 14. Juli 1910 erfolgte die Einweihung. Anfang der 1960er Jahre wurde das Turmdach verändert, wodurch die Kirche einen Teil ihrer Gesamtwirkung verlor. Vermutlich im Jahr 1966 wurde die evangelische Kirche, die auch von Katholiken mitgenutzt wurde, geschlossen. Nachdem Fenster eingeworfen wurden, baute man diese aus und vermauerte die Öffnungen. Im Jahr 1990 begann man mit der schrittweisen Wiederherstellung der Fenster, die 1993 abgeschlossen wurde. Zwischen 2001 und 2004 wurden weitere Restaurierungsmaßnahmen durchgeführt. Dabei bekam die Kirche einen neuen Putz und die Seitenbauten erhielten neue Dächer. Am 28. Mai 2005 schlug der Blitz in die Kirche ein, die Schäden konnten aber schnell behoben werden. Der Dehio zählt die Kirche von Gnetsch trotz des Verlustes der Gesamtwirkung zu den bemerkenswertesten Leistungen des Jugendstils auf dem Felde des Dorfkirchenbaus in Sachsen-Anhalt.

## Inneres und Ausstattung
Fast unverändert blieb die Ausstattung (Kanzelaltar, Gestühl, Empore) erhalten, die sich in schlichten Jugendstilformen präsentiert. Die Orgel wurde 1910 von Fleischer und Kindermann (Dessau) erbaut.
Eine Glocke wurde im Zweiten Weltkrieg zum Einschmelzen für Kriegsbedarf ausgebaut, konnte aber nach Kriegsende auf dem Glockenfriedhof in Hamburg wiederentdeckt werden. Der Dehio datiert die ältere Glocke in Zuckerhutform auf das 12., die jüngere auf das 14. Jahrhundert. Diese in die Zeit um 1300 datierende Glocke zeigt Verwandtschaft zu den Glocken in Crüchern, Cösitz, Cörmigk, Prosigk und Reppichau.